# Prix littéraires du Gouverneur général 1969
Liste des Prix littéraires du Gouverneur général pour 1969, chacun suivi du gagnant.

## Français
- Prix du Gouverneur général : romans et nouvelles de langue française : Louise Maheux-Forcier, Une forêt pour Zoé.
- Prix du Gouverneur général : poésie ou théâtre de langue française : Jean-Guy Pilon, Comme eau retenue.
- Prix du Gouverneur général : études et essais de langue française : Michel Brunet, Les Canadiens après la conquête.

## Anglais
- Prix du Gouverneur général : romans et nouvelles de langue anglaise : Robert Kroetsch, The Studhorse Man.
- Prix du Gouverneur général : poésie ou théâtre de langue anglaise : George Bowering, Rocky Mountain Foot and The Gangs of Kosmos et Gwendolyn MacEwen, The Shadow-Maker.